# Winter-Paralympics 1984/Medaillenspiegel
Medaillenspiegel der 3. Winter-Paralympics 1984 in Innsbruck.
| Medaillenspiegel | Medaillenspiegel   | Medaillenspiegel | Medaillenspiegel | Medaillenspiegel | Medaillenspiegel |
| Platz            | Land               | Goldmedaille     | Silbermedaille   | Bronzemedaille   | Gesamt           |
| ---------------- | ------------------ | ---------------- | ---------------- | ---------------- | ---------------- |
| 1                | Österreich         | 34               | 19               | 17               | 70               |
| 2                | Finnland           | 19               | 9                | 6                | 34               |
| 3                | Norwegen           | 15               | 13               | 13               | 41               |
| 4                | BR Deutschland     | 10               | 14               | 10               | 34               |
| 5                | Vereinigte Staaten | 7                | 14               | 14               | 35               |
| 6                | Schweden           | 7                | 2                | 5                | 14               |
| 7                | Schweiz            | 5                | 16               | 16               | 37               |
| 8                | Frankreich         | 4                | 2                | –                | 6                |
| 9                | Polen              | 3                | 2                | 8                | 13               |
| 10               | Kanada             | 2                | 8                | 4                | 14               |
| 11               | Neuseeland         | 1                | 3                | 1                | 5                |
| 12               | Großbritannien     | –                | 4                | 6                | 10               |
| 13               | Italien            | –                | 1                | 1                | 2                |
| 14               | Jugoslawien        | –                | –                | 1                | 1                |
| Gesamt           | Gesamt             | 107              | 107              | 102              | 316              |